# Croce al merito militare (Spagna)
La croce al merito militare (già ordine al merito militare) è un'onorificenza militare spagnola.

## Storia
L'ordine al merito militare venne fondato a Madrid il 3 agosto 1864 dalla regina Isabella II di Spagna come onorificenza militare. L'ordine viene ancora oggi concesso per particolari atti di coraggio o distinzione sul campo o per atti di merito nei confronti delle forze armate spagnole da parte di militari o civili in supporto a corpi militari ma perse il suo status di ordine nel 1995.

## Classi
L'ordine era originariamente concesso in classi di benemerenza:
- gran croce o croce di IV classe: per generali
- croce di III classe: per generali luogotenenti, generali di brigata
- croce di II classe: per ufficiali superiori, maggiori, colonnelli
- croce di I classe: per cadetti, luogotenenti e capitani

L'ordine si compone attualmente di due sole classi di benemerenza:
- gran croce: generali o personalità civili di rango equivalente
- croce: ufficiali, sottufficiali o personalità civili di rango equivalente

Tali classi di benemerenza, però sono suddivisi al loro interno in diverse categorie di colorazione del nastro e della medaglia a seconda dello scopo di concessione dell'onorificenza all'insignito:
- rosso: concesso a chi, con coraggio, si sia distinto particolarmente con fatti e servizi eccezionali nel corso di un conflitto armato o in operazioni militari che comportano o possono comportare l'uso della forza armata in maniera significativa.
- blu: concesso a chi, con coraggio, si sia distinto particolarmente con fatti e servizi eccezionali nel corso di operazioni militari nel contesto di altre organizzazioni internazionali.
- giallo: concesso a chi, con coraggio, si sia distinto particolarmente con fatti e servizi eccezionali che comportassero il rischio di lesioni gravi o morte.
- bianco: concesso a chi, con coraggio, si sia distinto particolarmente con fatti e servizi eccezionali durante il servizio militare ordinario.

| Croce con decorazione rossa      | Croce con decorazione blu      | Croce con decorazione gialla      | Croce con decorazione bianca      |
| Gran Croce con decorazione rossa | Gran Croce con decorazione blu | Gran Croce con decorazione gialla | Gran Croce con decorazione bianca |

## Insegne
- La medaglia dell'Ordine consiste in una croce greca smaltata del colore previsto a seconda dello scopo di concessione e bordata d'oro, riportante al centro un disco con dipinto lo stemma reale della casata dei Borboni di Spagna. Sul retro il disco centrale è smaltato di bianco con incise due lettere "M" in oro (per Mérito Militar = Merito Militare). La medaglia è sostenuta al nastro tramite una corona reale spagnola in oro.
- La placca dell'Ordine consiste in una croce greca smaltata del colore previsto a seconda dello scopo di concessione e bordata d'oro, riportante al centro un disco con dipinto lo stemma reale della casata dei Borboni di Spagna. Dietro la croce si trova una stella in oro raggiante sulla quale stanno impressi in corrispondenza dell'angolo di ogni braccio, alternati, i simboli della spagna: un castello (Castiglia) e un leone (Leon).
- Il nastro è caratterizzato da colorazioni differenti a seconda del grado. Il colore sta nelle parti laterali mentre in centro per tutte le classi si trova una striscia bianca, ad eccezione della classe di nastro bianco avente in centro una striscia rossa.

| Croce on decorazione rossa       | Croce con decorazione blu      | Croce con decorazione gialla        | Croce con decorazione bianca      |
| Gran Croce con decorazione rossa | Gran Croce con decorazione blu | Gran Croce - con decorazione gialla | Gran Croce con decorazione bianca |